# Vinje
Vinje é uma comuna da Noruega, com 3 117 km² de área e 3 756 habitantes (censo de 2004).
O município de Vinje (originalmente uma paróquia) foi nomeado a partir da antiga fazenda 'Vinje' (Nórdico Velho:  Vinjar ), uma vez que a primeira igreja foi construída lá. O nome é a forma plural de  vin  que significa "prado" ou "pastagem".

## Brasão
O  brasão é dos tempos modernos. Ele foi concedido em 16 de novembro de 1990. Os braços mostram uma [[cabra] de prata em um fundo azul. É simbólico da cabra e da criação de ovelhas no município.
1. ↑  Rygh, Oluf (1914). Norske gaardnavne: Bratsbergs amt (dokpro.uio.no) (em norueguês) 7 ed. Kristiania, Norge: W. C. Fabritius & sønners bogtrikkeri. 436 páginas
2. ↑  Norske Kommunevåpen (1990). «Nye kommunevåbener i Norden». Consultado em 18 de janeiro de 2009